# Cambon
Cambon – miejscowość i gmina we Francji, w regionie Oksytania, w departamencie Tarn.
Według danych na rok 1990 gminę zamieszkiwały 1183 osoby, a gęstość zaludnienia wynosiła 153 osób/km² (wśród 3020 gmin regionu Midi-Pireneje Cambon plasuje się na 294. miejscu pod względem liczby ludności, natomiast pod względem powierzchni na miejscu 1270.).